# When Knights Were Cold
When Knights Were Cold è un cortometraggio muto del 1923 prodotto e diretto da Broncho Billy Anderson con Stan Laurel.
Il cortometraggio fu distribuito il 12 febbraio 1923.

## Trama
In un fantasioso regno del Medioevo, il principe Helpus (Laurel) promesso sposo alla contessa Out, scopre che è stata rapita dal perfido Pluto, che la porta nel suo castello. Helpus a bordo di un finto cavallo,  viene inseguito dagli sgherri di Pluto per il villaggio, e da un proclama,apprende il luogo dove è segregata la contessa Out. Arrivato in incognito sotto le mura, riesce a salire innaffiando una pianta rampicante, e giunto nel castello, riesce a sconfiggere Pluto e a sposare la sua amata.

## Cast
- Stan Laurel - Lord Helpus
- Mae Laurel - Contessa Out
- Catherine Bennett - Principessa Elisabetta
- Scotty MacGregor - Sir Chief Raspberry
- Billy Armstrong (come William Armstrong) - Conte di Tabasco
- Will Bovis - Duca di Sirloin
- Stanhope Wheatcroft - Principe di Pluto
- Harry De More - Re Epsom
- Dot Farley (non accreditato)